# Kazuaki Mawatari
Kazuaki Mawatari (馬渡 和彰?, Mawatari Kazuaki; Tokyo, 23 giugno 1991) è un calciatore giapponese, difensore del Matsumoto Yamaga.

## Carriera
Ha giocato nella prima divisione giapponese.

## Palmarès

### Club

#### Competizioni nazionali
- Supercoppa del Giappone: 2

Kawasaki Frontale: 2019
Urawa Reds: 2022
- Coppa J. League: 1

Kawasaki Frontale: 2019

#### Competizioni internazionali
- AFC Champions League: 1

Urawa Reds: 2022